# Lukáš Veverka
Lukáš Veverka, né le 31 mai 1982, est un réalisateur et motion designer tchèque de bandes sonores pour des émissions de télévision et des publicités.

## Biographie
Entre 2008 et 2010, Lukáš Veverka organise un programme d'ateliers industriels Pellico dans son appartement à Brno.
En tant que motion designer, il réalise de nombreux projets de motion design pour des chaînes de télévision telles que MTV, Nova, Prima, Česká televize, Prima Cool, Nova Action ou encore Prima Zoom. En 2013, il crée une refonte pour la télévision musicale Óčko. Pour ce travail, Lukáš Veverka est nommé dans la catégorie Best Channel Design au Promax/BDA à Paris. Pour son travail sur les visuels du film Já, Olga Hepnarová (Moi, Olga Hepnarová), il remporte le prix Lion tchèque de la meilleure affiche de film en 2016.
En tant qu'artiste et superviseur des effets visuels, il a participé au long métrage Krásno (cs) (réalisé par Ondřej Sokol), au film Já, Olga Hepnarová (Moi, Olga Hepnarová) (réalisé par Tomáš Weinreb et Petr Kazda) et au film de conte de fées Řachanda (réalisé par Marta Ferencová), pour lequel il a également dirigé la deuxième équipe.
En 2018, il réalise un spot électoral pour le candidat à la présidentielle Michal Horáček et crée un nouveau visuel pour le youtuber StandaShow. Il réalise deux clips pour Tipsport dans la série Jen dohromady jsme sport, le premier mettant en vedette Barbora Hermannová et Markéta Sluková, le second mettant en vedette Ester Ledecká et le spot Nechte se unést! (Laissez-vous emporter !) pour le festival Febiofest.
En 2019, il crée le spot Jedny oči nestačí pour le festival Febiofest et crée également une intro pour le streamer tchèque ArcadeBullsn alias Oldřich Štěrba, dont la partie principale est un taureau animatronique construit à partir de composants de jeu. Ce projet est unique en ce sens que la communauté des streamers a pu envoyer ses composants. Il diffuse tout le processus de création de l'intro sur sa chaîne Twitch.
Ses œuvres ont été présentées lors d'expositions telles que la Biennale de design graphique de Brno ou la Triennale de l'affiche de Trnava. Elles sont également apparues dans des magazines spécialisés tels que Font, Typo ou Computer Arts.

## Récompenses et distinctions
- Lions tchèques 2017 : Best Film Poster (Nejlepsí filmový plakát) pour Moi, Olga Hepnarová

- (en) Lukáš Veverka: Awards, sur l'Internet Movie Database